# Mário de Andrade
Mário de Andrade, a właściwie Mário Raul Morais de Andrade (ur. 9 października 1893, São Paulo, zm. 25 lutego 1945, São Paulo) – brazylijski poeta, pisarz, krytyk i muzykolog. Był współtwórcą brazylijskiego modernizmu.

## Życiorys
Mario Raul Morais de Andrade urodził się w São Paulo, 9 października 1893 r. Studiował w Ginásio do Carmo. W 1911 r. zapisał się do Conservatório Dramático e Musical de São Paulo na kursy gry na fortepianie i śpiewu, ukończył studia gry na fortepianie w 1917 r. W tym samym roku opublikował pierwsze eseje o sztuce, w gazetach i czasopismach oraz wydał pierwszy tom poezji Há uma gota de sangue em cada poema.
W 1922 r. został profesorem historii muzyki i estetyki muzycznej w Konserwatorium. Dwa lata później objął katedrę historii muzyki i fortepianu. W 1922 r. opublikował Paulicéia i zorganizował w Teatrze Miejskim w São Paulo Tydzień Sztuki Nowoczesnej, wydarzenie kulturalne, podczas którego zaprezentowano nowe pomysły i koncepcje dla sztuki brazylijskiej. Zapoczątkowało ono modernizm w Brazylii.
W 1928 r. powstały dwa najważniejsze utwory, powieść Macunaíma i Ensaio sobre a música brasileira, które stworzyły podstawy brazylijskiego nacjonalizmu muzycznego i stały się głównym odniesieniem teoretycznym dla kilku pokoleń kompozytorów. Rok później opublikował Compêndio de história da música (1929), później przepisany nazwą Pequena história da música (1942), a następnie Modinhas imperiais (1930). W Música, doce música (1933), zebrał pisma, konferencje i teksty krytyki muzycznej. W 1934 r. został współautorem czasopisma „Revista Brasileira de Música”, uznawanego za pierwszy akademicko-naukowy magazyn muzyczny w Brazylii. Wydawany był początkowo przez Instituto Nacional de Música (INM). W 1931 r. w INM Andrade współpracował z Luciano Gallet i Antônio de Sá Pereira w celu opracowania i reformy programu nauczania.  
W 1935 r. objął kierownictwo departamentu kultury w urzędzie miasta São Paulo. W tym samym roku otworzył Discoteca Pública Municipal oraz powołał do życia Quarteto Haydn, obecnie funkcjonujący jako kwartet smyczkowy Quarteto de Cordas da Cidade de São Paulo. W 1936 r. z jego inicjatywy powstał chór  Coral Paulistano, dzięki czemu włączono regionalną muzykę brazylijską do programu Theatro Municipal. W 1938 r. zainicjował powstanie Missão de Pesquisas Folclóricas które przeprowadziły badanie etnograficzne folkloru północnej i północno-wschodniej Brazylii.  

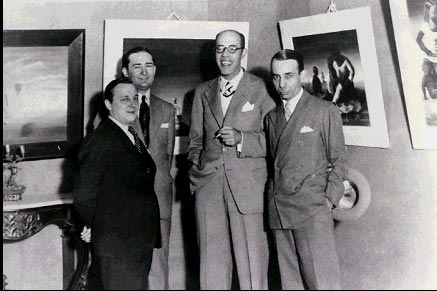
Cândido Portinari, Antônio Bento, Mário de Andrade i Rodrigo Melo Franco, 1936

W 1936 r. na wniosek Gustavo Capanema opracował dla ministerstwa edukacji Serviço do Patrimônio Histórico e Artístico Nacional (SPHAN), dokument, który był podstawą ochrony dziedzictwa historycznego i artystycznego i utworzenia krajowej instytucji ochrony dziedzictwa. Dokument opracowany przez Andrade, został wykorzystany do przygotowania dekretu prezydenckiego podpisanego 30 listopada 1937 r.
W 1938 r. przeprowadził się do Rio de Janeiro, gdzie objął stanowisko kierownika Instytutu Sztuki na Universidade do Distrito Federal, gdzie wykładał także filozofię i historię sztuki. W 1941 r. opublikował Música do Brasil.  W 1944 r. Został uhonorowany przez „Revista Brasileira de Música” publikacją przedruku IX tomu Dzieł pełnych z okazji jego 50. urodzin. Mário de Andrade zmarł w São Paulo 25 lutego 1945 r.
Wiele dzieł i pism Andrade zostało włączone do Dzieł pełnych, które rozpoczął w 1944 r., obejmujących 20 tomów. Wśród nich wyróżniają się Aspectos da Música Brasileira (tom XI), Música de Feitiçaria no Brasil (tom XIII) i Danças Dramáticas do Brasil (tom XVIII). Niepublikowane teksty były przez lata publikowane w Dicionário Musical Brasileiro (1989) i Introdução à Estética Musical (1995).